# Lutz Budraß
Lutz Budraß (* 2. Mai 1961 in Bottrop) ist ein deutscher Historiker. Er gilt als Experte für Luftfahrtgeschichte.

## Leben
Budraß studierte von 1981 bis 1987 Volkswirtschaftslehre, Mathematik, Sozialwissenschaften und Geschichte an der Rheinischen Friedrich-Wilhelms-Universität Bonn, der Ruhr-Universität Bochum und der University of Warwick (Master of Arts, 1987). Danach war er wissenschaftlicher Mitarbeiter für Sozial-, Wirtschafts- und Technikgeschichte am Historischen Institut der Universität Bochum und wurde dort 1996 bei Dietmar Petzina an der Fakultät für Geschichtswissenschaft mit der Dissertation Rüstung und Rationalisierung. Zur Geschichte der deutschen Flugzeugindustrie zwischen dem Ende des Ersten und dem Ende des Zweiten Weltkriegs zum Dr. phil. promoviert. 1998 wurde er dafür auf dem Deutschen Historikertag in Frankfurt am Main mit dem Werner-Hahlweg-Preises für Militärgeschichte und Wehrwissenschaften ausgezeichnet.
Er war 1989 Mitbegründer und Vorstandsmitglied des Arbeitskreises für kritische Unternehmens- und Industriegeschichte (AKKU) in Bochum. Von 2004 bis 2005 war er Mitglied der Expertenkommission „Technik und Verantwortung“ in Rostock. 2010 erhielt er eine Gastprofessur an der Central Michigan University in Mount Pleasant, er unterrichtete deutsche Geschichte des 20. Jahrhunderts und Militärgeschichte. Seine Forschungsschwerpunkte sind Militärgeschichte sowie Industrie- und Unternehmensgeschichte.
Budraß veröffentlichte zahlreiche Beiträge in deutscher, französischer und englischer Sprache, so auch in (Fach-)Zeitschriften wie Jahrbuch für Wirtschaftsgeschichte (JWG), der architekt, Westfälische Forschungen, Zeitgeschichte regional (ZR) und Economic History Review und Lexikonartikel (Hellmuth Röhnert und Karl-Otto Saur) in der Neuen Deutschen Biographie (NDB).

## Schriften (Auswahl)

### Autoren- und Herausgeberschaften
- Flugzeugindustrie und Luftrüstung in Deutschland 1918–1945 (= Schriften des Bundesarchivs. 50). Droste, Düsseldorf 1998, ISBN 3-7700-1604-1. (2. Auflage: 2007).
- Die Lufthansa und ihre ausländischen Arbeiter im Zweiten Weltkrieg. Hrsg. von der Lufthansa AG, Frankfurt am Main 2001.
- Lenze, Hameln und die Welt. Die Geschichte eines Familienunternehmens. Hrsg. von Peter Lohse und Erhard Tellbüscher, Lenze, Hameln 2004.
- Vordenker. 60 Jahre Lenze, 1947–2007. Hrsg. von der Lenze AG, Lenze, Hameln 2009.
- mit Barbara Kalinowska-Wojcik und Andrzej Michalczyk (Hrsg.): Industrialisierung und Nationalisierung. Fallstudien zur Geschichte des oberschlesischen Industriereviers im 19. und 20. Jahrhundert (= Veröffentlichungen zur Kultur und Geschichte im östlichen Europa. Band 40). Klartext, Essen 2013, ISBN 978-3-8375-0378-4.
- Adler und Kranich. Die Lufthansa und ihre Geschichte 1926–1955. Blessing, München 2016, ISBN 978-3-89667-481-4.[3]
- mit Eva-Maria Roelevink: Die Macht der Entwässerung. Die Emschergenossenschaft und die Erfindung des Ruhrgebiets, (transcript) Bielefeld 2024.

### Beiträge in Sammelbänden
- Unternehmer im Nationalsozialismus. Der „Sonderbevollmächtigte des Generalfeldmarschalls Göring für die Herstellung der Ju 88“. In: Werner Plumpe, Christian Kleinschmidt (Hrsg.): Unternehmen zwischen Markt und Macht. Aspekte deutscher Unternehmens- und Industriegeschichte im 20. Jahrhundert (= Bochumer Schriften zur Unternehmens- und Industriegeschichte. Band 1). Klartext, Essen 1992, ISBN 3-88474-006-7, S. 74–89.
- Der Junkers-Konzern. Das Programm des Heinrich Koppenberg und die Funktion des Fordismus in der Rüstung des „Dritten Reiches“. In: Stiftung Bauhaus Dessau, Rheinisch-Westfälische Technische Hochschule Aachen (Hrsg.): Zukunft aus Amerika. Fordismus in der Zwischenkriegszeit. Siedlung, Stadt, Raum. Stiftung Bauhaus Dessau / Rheinisch-Westfälische Technische Hochschule Aachen, Dessau/Aachen 1995, ISBN 3-910022-06-5, S. 148–161.
- mit Stefan Prott: Demontage und Konversion. Zur Einbindung rüstungsindustrieller Kapazitäten in technologiepolitische Strategien im Deutschland der Nachkriegszeit. In: Johannes Bähr, Dietmar Petzina (Hrsg.): Innovationsverhalten und Entscheidungsstrukturen. Vergleichende Studien zur wirtschaftlichen Entwicklung im geteilten Deutschland 1945–1999 (= Schriften zur Wirtschafts- und Sozialgeschichte. Band 48). Duncker & Humblot, Berlin 1996, ISBN 3-428-08840-9, S. 303–340.
- Die deutsche Luftrüstung und die böhmischen Länder 1938/39. In: Boris Barth, Josef Faltus, Jan Křen, Eduard Kubů (Hrsg.): Konkurrenzpartnerschaft. Die deutsche und die tschechoslowakische Wirtschaft in der Zwischenkriegszeit (= Veröffentlichungen der Deutsch-Tschechischen und Deutsch-Slowakischen Historikerkommission. Band 7; Veröffentlichungen des Bundesinstituts für Kultur und Geschichte der Deutschen im östlichen Europa. Band 14). Klartext, Essen 1999, ISBN 3-88474-741-X, S. 246–257.
- mit Stefan Prott und Dag Krienen: Nicht nur Spezialisten. Das Humankapital der deutschen Flugzeugindustrie in der Industrie- und Standortpolitik der Nachkriegszeit. In: Lothar Baar, Dietmar Petzina (Hrsg.): Deutsch-deutsche Wirtschaft. 1945 bis 1990. Strukturveränderungen, Innovationen und regionaler Wandel. Ein Vergleich. Scripta-Mercaturae, St. Katharinen 1999, ISBN 3-89590-073-7, S. 466–529.
- Das „soziale Gewissen“ des Bundes? Herkunft und Nutzen eines häufig gebrauchten Bildes. In: Karsten Rudolph u. a. (Hrsg.): Reform an Rhein und Ruhr. Nordrhein-Westfalens Weg ins 21. Jahrhundert. Mit einem Vorwort von Wolfgang Clement. Dietz, Bonn 2000, ISBN 3-8012-0292-5, S. 116–120.
- Pfeil 6, oder. Warum gibt es eigentlich keine deutschen Verkehrsflugzeuge? In: Karl-Peter Ellerbrock, Günther Högl (Hrsg.): Horizonte. Zur Wirtschafts- und Kulturgeschichte des westfälischen Luftverkehrs. Festschrift zum 75-jährigen Bestehen der Flughafen Dortmund GmbH. Klartext, Essen 2001, ISBN 3-89861-030-6, S. 152–172.
- Zwischen Unternehmen und Luftwaffe. Die Luftfahrtforschung im Dritten Reich. In: Helmut Maier (Hrsg.): Rüstungsforschung im Nationalsozialismus. Organisation, Mobilisierung und Entgrenzung der Technikwissenschaften (= Geschichte der Kaiser-Wilhelm-Gesellschaft im Nationalsozialismus. Band 3). Wallstein, Göttingen 2002, ISBN 3-89244-497-8, S. 142–182.
- Sackgasse oder Zwischenspeicher? Die deutsche Luftfahrtindustrie und die Führungsschicht der deutschen Wirtschaft. In: Volker Berghahn, Stefan Unger, Dieter Ziegler (Hrsg.): Die deutsche Wirtschaftselite im 20. Jahrhundert. Kontinuität und Mentalität (= Bochumer Schriften zur Unternehmens- und Industriegeschichte. Band 11). Klartext, Essen 2003, ISBN 3-89861-256-2, S. 129–152.
- Kriegsdienst eines Dienstleisters. Die knapp abgewendete Industrialisierung der Lufthansa, 1933–1946. In: Werner Abelshauser, Jan-Otmar Hesse, Werner Plumpe (Hrsg.): Festschrift für Dietmar Petzina zum 65. Geburtstag. Wirtschaftsordnung, Staat und Unternehmen. Neue Forschungen zur Wirtschaftsgeschichte des Nationalsozialismus. Klartext, Essen 2003, ISBN 3-89861-259-7, S. 99–123.
- Das Ruhrgebiet und die nationalsozialistische Rüstungspolitik. Einige Anmerkungen zum Bild der „Waffenschmiede des Reiches“. In: Dietmar Bleidick, Manfred Rasch (Hrsg.): Festschrift für Wolfhard Weber zum 65. Geburtstag. Technikgeschichte im Ruhrgebiet, Technikgeschichte für das Ruhrgebiet. Klartext, Essen 2004, ISBN 3-89861-376-3, S. 687–709.
- Rohrbach und Dornier. Zwei Unternehmen aus dem Zeppelin-Flugzeugbau in der Weimarer Republik und im Nationalsozialismus. In: Wolfgang Meighörner (Hrsg.): Zeppelins Flieger. Das Flugzeug im Zeppelin-Konzern und seinen Nachfolgebetrieben. Wasmuth, Tübingen 2006, ISBN 3-8030-3316-0, S. 202–235.
- „Helmut Schön Kv.“ Fußball im nationalsozialistischen Deutschland. In: Jürgen Mittag, Jörg-Uwe Nieland (Hrsg.): Das Spiel mit dem Fußball. Interessen, Projektionen und Vereinnahmungen. Klartext, Essen 2007, ISBN 978-3-89861-635-5, S. 51–68.
- Staatsnähe und Unsicherheit. Die deutsche Luftfahrtindustrie. In: Helmuth Trischler, Kai-Uwe Schrogl (Hrsg.): Ein Jahrhundert im Flug. Luft- und Raumfahrtforschung in Deutschland 1907–2007. Campus, Frankfurt am Main 2007, ISBN 978-3-593-38330-9, S. 156–176.
- Hans Joachim Pabst von Ohain. Neue Erkenntnisse zu seiner Rolle in der nationalsozialistischen Rüstung. In: Friedrich-Ebert-Stiftung, Landesbüro Mecklenburg-Vorpommern (Hrsg.): Technikgeschichte kontrovers. Zur Geschichte des Fliegens und des Flugzeugbaus in Mecklenburg-Vorpommern (= Beiträge zur Geschichte Mecklenburg-Vorpommern. Band 13). Friedrich-Ebert-Stiftung, Landesbüro Mecklenburg-Vorpommern, Schwerin 2007, ISBN 978-3-89892-619-5, S. 52–69.
- „Ein Lehrstuhl für die Geschichte der Zukunft.“ Zur Gründung der Sozial- und Wirtschaftsgeschichte an der Ruhr-Universität Bochum. In: Iris Kwiatkowski, Michael Oberweis (Hrsg.): Recht, Religion, Gesellschaft und Kultur im Wandel der Geschichte. Ferculum de cibis spiritualibus. Festschrift für Dieter Scheler (= Schriftenreihe Studien zur Geschichtsforschung des Mittelalters. Band 23). Dr. Kovač, Hamburg 2008, ISBN 978-3-8300-3384-4, S. 483–508.
- Die Entfaltung der nationalsozialistischen Aufrüstung. In: Stadt Friedrichshafen (Hrsg.): Zeppelin 1908 bis 2008. Stiftung und Unternehmen. C.H. Beck, München 2008, ISBN 978-3-406-57069-8, S. 171–186.
- „Kalorienjäger“, Physiker und Betriebswirte. Von der Wärmestelle zum Betriebsforschungsinstitut des Vereins Deutscher Eisenhüttenleute. In: Helmut Meier, Andreas Zilt, Manfred Rasch (Hrsg.): 150 Jahre Stahlinstitut VDEh. 1860–2010. Klartext, Essen 2010, ISBN 978-3-8375-0051-6, S. 639–670.
- Das Kaiser-Wilhelm-Institut für Arbeitsphysiologie und die Ernährungswirtschaft. In: Theo Plesser, Hans-Ulrich Thamer (Hrsg.): Arbeit, Leistung und Ernährung. Vom Kaiser-Wilhelm-Institut für Arbeitsphysiologie in Berlin zum Max-Planck-Institut für molekulare Physiologie und Leibniz Institut für Arbeitsforschung in Dortmund (= Pallas Athene. Band 44). Steiner, Stuttgart 2012, ISBN 978-3-515-10200-1, S. 263–294.
- Juristen sind keine Historiker. Der Prozess gegen Erhard Milch. In: Kim C. Priemel, Alexa Stiller (Hrsg.): NMT. Die Nürnberger Militärtribunale zwischen Geschichte, Gerechtigkeit und Rechtschöpfung. Hamburger Edition, Hamburg 2013, ISBN 978-3-86854-260-8, S. 194–229.